# Tmarus komi
Tmarus komi là một loài nhện trong họ Thomisidae.
Loài này thuộc chi Tmarus. Tmarus komi được Hirotsugu Ono miêu tả năm 1996.